# Xenillus lebanonensis
Xenillus lebanonensis är en kvalsterart som beskrevs av Tyler A. Woolley 1970. Xenillus lebanonensis ingår i släktet Xenillus och familjen Xenillidae. Inga underarter finns listade i Catalogue of Life.